# جاكي شان ستانت ماستر
جاكي شان ستانت ماستر (بالإنجليزية Jackie Chan Stuntmaster) هي لعبة فيديو من إنتاج شركة ميدواي للألعاب وطورت بواسطة راديكال إنترتينمنت وتم طرحها في الأسواق لأول مره في 28 مارس 2000 . وهي لعبة قتال ثلاثية الأبعاد بشخصية الممثل جاكي شان .

## القصة
يختطف جد جاكي شان من قبل عصابة مكونه من أربع أشخاص وهم : الطباخ - ذو اليد الحديدية - الملاكم - الراقص ويحاول جاكي الوصول إلى وكر العصابة ليحرر جده من أعوان الشر ويكون ذلك من خلال عده مراحل ومستويات يجتازها جاكي للوصول إلى هدفه .

## الشخصيات

### جاكي شان
- العمر = 46
- نمط القتال = الكونغ فو الصينية
- لا يحب = كل عدو في هذه اللعبة
- الدولة = هونغ كونغ - الصين

## الأعداء

### الطباخ
- العمر = 51
- يحب = مطبخه
- لا يحب = أي شخص يدخل المطبخ
- الدولة = نيويورك - الولايات المتحدة

### ذو اليد الحديدية بارني
- العمر = 40
- يحب = نفسه
- لا يحب = جاكي شان
- الدولة = نيويورك - الولايات المتحدة

### الملاكم المهرج
- العمر = 49
- نمط القتال = الملاكمة
- لا يحب = اللاعبين الصغار
- الدولة = نيويورك - الولايات المتحدة

### الراقص
- العمر = 30
- يحب = الديسكو
- لا يحب = أفلام الكرتون
- الدولة = شيكاغو - الولايات المتحدة

### الزعيم دانتي
- العمر = 50
- نمط القتال = الكونغ فو
- يحب = رئيس المصنع
- لا يحب = غير معروف
- الدولة = هونغ كونغ - الصين